# Seznam ameriških igralcev (A)
Aaliyah - Angela Aames - Willie Aames - Philip Abbott - Kareem Abdul-Jabbar - Walter Abel - Tim Abell - F. Murray Abraham - Amy Acker - Jean Acker - Bettye Ackerman - Jensen Ackles - Art Acord - Acquanetta - Eddie Acuff - Amy Adams - Brooke Adams - Cecily Adams - Dorothy Adams - Jane Adams (igralka) - Poni Adams - Joey Lauren Adams - Mason Adams - Nick Adams - Oliver Adams - Stanley Adams (igralec) - Amanda Aday - Jay Adler - Luther Adler - Ben Affleck - Casey Affleck - John Agar - George Aguilar (Indijanec) - Christina Aguilera - Philip Ahn - Danny Aiello - Liam Aiken - Marc Alaimo - Devon Alan - Joe Alaskey - Jessica Alba - Edward Albert - Frank Albertson - Lola Albright - Alan Alda - Ginger Alden - Ira Aldridge - Alexa Hamilton - Ross Alexander - Wayne Alexander - Brandy Alexandre (porno zvezda) - Phillip Alford - Tatyana Ali - Jennifer Allan - Ashley Allen - Chad Allen - Fred Allen - India Allen - Karen Allen - Krista Allen - Nancy Allen (igralka) - Rex Allen - Robert (Tex) Allen - Tessa Allen - Tim Allen - Kirstie Alley - Carol Alt - Summer Altice - Jeff Altman - Lyle Alzado - Lauren Ambrose - Don Ameche - Jim Ameche - Adrienne Ames - Leon Ames - Mädchen Amick - Suzy Amis - Gianna Amore - Morey Amsterdam - Eva Amurri - Andrea Anders - Merry Anders - Bridgette Andersen - Broncho Billy Anderson - Eddie Anderson - Harry Anderson - Loni Anderson - Melissa Sue Anderson - Pamela Anderson - Richard Dean Anderson - Marliece Andrada - Lona Andre - Leesa and Laura Andrew - Dana Andrews - David Andrews (igralec) - Edward Andrews - Giuseppe Andrews - Michael Angarano - Jack Angel - Philip Anglim - Jennifer Aniston - Ann Robinson - Anthony Crivello - Steve Antin - Susan Anton - Lou Antonio - Shiri Appleby - Christina Applegate - Fatty (Roscoe) Arbuckle - Allan Arbus - Penny Arcade (umetnik) - Anne Archer - Beverly Archer - Leila Arcieri - Eve Arden - Lee Arenberg - Carmen Argenziano - Richard Arlen - Russell Arms - Curtis Armstrong - Desi Arnaz mlajši - Lucie Arnaz - James Arness - Stefan Arngrim - Edward Arnold (igralec) - Tom Arnold (igralec) - Judie Aronson - Alexis Arquette - Cliff Arquette - David Arquette - Patricia Arquette - Rosanna Arquette - Harry Arras - Emily Arth - Robert Arthur - Jean Arthur - Stacy Arthur - Dana Ashbrook - Daphne Ashbrook - Linden Ashby - John Mallory Asher - Karan Ashley - Frank Ashmore - Ed Asner - Kate Asner - Armand Assante - Fred Astaire - Mackenzie Astin - Sean Astin - William Atherton - Christopher Atkins - Šarif Atkins - Tom Atkins (igralec) - Tanveer K. Atwal - René Auberjonois - K.D. Aubert - Lynne Austin - Ned Austin - Stone Cold Steve Austin - Alan Autry - Gene Autry - Frankie Avalon - Margaret Avery - Reiko Aylesworth - Agnes Ayres - 